# 石田寿老
石田 寿老（いしだ じゅろう、1908年（明治41年）2月 - 1994年（平成6年）7月22日）は、日本の生物学者。
島根県出身。1932年東京帝国大学理学部動物学科卒、1945年「淡水魚(メダカ)の孵化酵素に関する研究」で理学博士。三井海洋生物学研究所、東京帝国大学理学部動物学科助教授、名古屋帝国大学理学部助教授、東京大学教養学部・理学部生物学教授。1969年定年退官、名誉教授、埼玉大学教授、1972年東邦大学教授。1994年7月22日、多臓器不全のため死去。
弟子に毛利秀雄（東大名誉教授）がいる。

## 著書
- 『動物の孵化』河出書房 生物学集書、1948
- 『孵化酵素』北隆館 日本生物学業績、1948
- 『生物学実験法講座 第11巻 A 発生の生理化学実験法』中山書店、1954
- 『わかる動物かいぼうの実験』岩崎書店 中学生の生物実験教室、1960
- 『わかる昆虫の実験』編 岩崎書店、1962

### 共編著
- 『理科基礎講座 第7巻 (生物学 第1)』大川真澄共著 岩崎書店、1956
- 『生物の実験法』佐藤重平共編 裳華房、1958
- 『発生生化学』編 裳華房、1968
- 『現代動物学』八杉龍一、菅原浩、大滝哲也共著 裳華房、1972

### 翻訳
- Abraham White 等『生化学原理』共訳 岩崎書店、1962

## 参考
- 『発生生化学』編者紹介